# Carlo Mattrel
Carlo Mattrel (14. april 1937 - 25. september 1976) var en italiensk fodboldspiller (målmand). 
Mattrel spillede hele sin karriere i hjemlandet, hvor han blandt andet tilbragte syv sæsoner hos Juventus i sin fødeby. Han vandt tre italienske mesterskaber og tre Coppa Italia-titler med klubben. Han havde også ophold hos blandt andet Palermo og Cagliari.
Mattrel spillede desuden to kampe for det italienske landshold. Han var med i landets trup til VM 1962 i Chile, hvor han spillede én af italieneres tre kampe i turneringen.
Mattrel døde i en trafikulykke i 1976, kun 39 år gammel.

## Titler
Serie A
- 1958, 1960 og 1961 med Juventus

Coppa Italia
- 1959, 1960 og 1965 med Juventus